# Conflito de Chiapas
O conflito de Chiapas (em castelhano:  Conflicto de Chiapas) refere-se ao conflito de baixa intensidade iniciado com a revolta zapatista de 1994, bem como as tensões gerais entre os povos indígenas e agricultores de subsistência no estado mexicano de Chiapas, tendo suas raízes nas décadas de 1970 e 1980.
A insurreição zapatista começou em janeiro de 1994, com duração de menos de duas semanas, antes de ser esmagada pelo governo. As negociações entre o governo e os zapatistas permitiram acordos a serem assinados como parte de negociações de paz, mas estes acordos não foram cumpridos nos anos seguintes e o processo de paz estagnou. Isto resultou em uma divisão cada vez maior entre as pessoas e as comunidades com laços com o governo e as comunidades que simpatizavam com os zapatistas. As tensões sociais, conflitos armados e incidentes paramilitares aumentaram, culminando na morte de 45 pessoas na aldeia de Acteal em 1997 por paramilitares. As atividades dos rebeldes, porém, continuaram em um nível baixo e a violência eclodiria em várias ocasiões, entre os partidários zapatistas, as milícias anti-zapatistas e o governo. O último incidente relacionado ocorreu em 2014, com um professor ligado aos zapatistas morto e 15 feridos em Chiapas.

## Cronologia

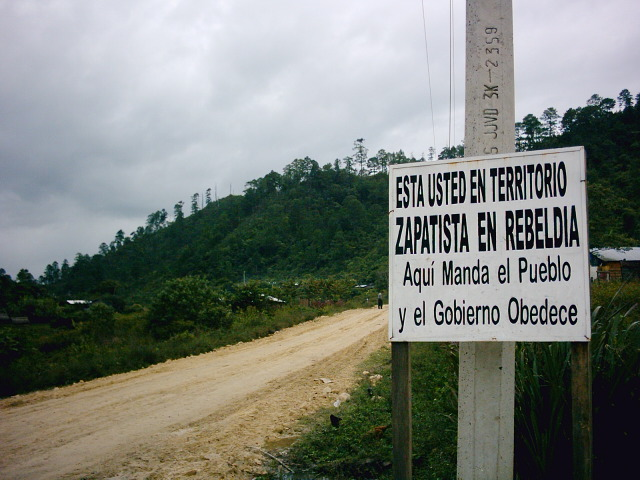
Placa indicando a entrada do território rebelde zapatista

### Antecedentes
Em 17 de novembro de 1983, membros de alguns grupos guerrilheiros e a oposição política mexicana formaram o Exército Zapatista de Libertação Nacional. Em 1984, segundo palavras do próprio Subcomandante Marcos eram seis membros do EZLN, mas por volta de 1986 o grupo tinha crescido para 12, dos quais o único mestiço era Marcos. Marcos também fala que por volta de 1986, havia pessoas muito experientes em movimentos de massas e segundo ele 'de muito nível político'. Entre 1988 e 1989, os combatentes do EZLN cresceriam de 80 a 1300.
O EZLN organizou e estruturou pequenas comunidades em regiões autônomas que desempenham o papel de governos paralelos com um comitê, e com o dinheiro que esse mesmo gerava começaram a comprar armas.

### Insurreição de 1994
Em 1 de janeiro de 1994, o dia em que o NAFTA entrou em operação, uma insurgência armada estourou, liderada pelo Exército Zapatista de Libertação Nacional (EZLN), exigindo direitos sociais, culturais e agrários. O EZLN tomou cinco aldeias no estado. O governo respondeu chamando as forças armadas para retomar as áreas, 12 dias de combates se seguiram até que um cessar-fogo foi declarado.

### Depois da revolta (1994-1997)

#### Atenção da mídia
Esta revolta atraiu muita atenção internacional. Embora as organizações de direitos humanos enfatizaram a marginalização da população indígena, Riordan Roett (assessor do Emerging Markets Group of the Chase Manhattan Bank) declarou em janeiro de 1995:
"Enquanto Chiapas, em nossa opinião, não representa uma ameaça fundamental para a estabilidade política mexicana, percebe-se a sê-lo por muitos na comunidade de investimentos. O governo terá que eliminar os zapatistas para demonstrar o seu controle efetivo do território nacional e a política de segurança".
Apenas dois dias depois, o exército mexicano entrou em ação para trazer as áreas ocupadas pelos zapatista de volta sob seu controle, porém não conseguiram prender o Subcomandante Marcos ou outros líderes do EZLN.

#### Negociações de paz
Para quebrar o impasse, negociações de paz foram iniciadas em março de 1995 na aldeia de San Andrés Larráinzar.
Em 1996, a Comisión de Concordia y Pacificación (COCOPA) apresentou uma proposta de reforma constitucional (a lei Cocopa) com base nos Acordos de San Andrés para o EZLN e o governo federal. Como um gesto de vontade política para resolver o conflito pacificamente o governo de Ernesto Zedillo assinou esta proposta, reconhecendo, assim, a cultura indígena e seu direito à terra e autonomia (em concordância com a Convenção 169 da Organização Internacional do Trabalho, assinada pelo México em 1990).

### Massacre de Acteal (1997)
Estes acordos, contudo, não foram respeitados nos anos seguintes e o processo de paz estagnou, o que resultou em uma divisão crescente entre as comunidades com laços com o governo e as comunidades que simpatizavam com os zapatistas. As tensões sociais, conflitos armados e incidentes paramilitares aumentaram, culminando na morte de 45 pessoas na aldeia de Acteal em 1997, por paramilitares.
Internacionalmente esta atrocidade levou a uma grande agitação. A Comissão Europeia, na época a negociar um Acordo de Associação e Acordo de Livre Comércio com o México, aprovou em janeiro de 1998 uma resolução na qual o envolvimento do exército mexicano e do governo local na violência paramilitar foi condenado, e o presidente Zedillo foi incentivado a reiniciar o processo de paz. O Parlamento Europeu chegou a propor o adiamento da ratificação do acordo.

### Queda do Partido Revolucionário Institucional
No entanto, o tratado com a Comissão Europeia entrou em vigor em 1 de julho de 2000, um dia antes das eleições presidenciais no México serem agendadas.
Após 71 anos no poder, o Partido Revolucionário Institucional (PRI) teve que abrir caminho para o partido neoliberal de direita Partido da Ação Nacional (PAN), o partido de Vicente Fox, cuja promessa eleitoral principal era resolver o conflito com os zapatistas e garantir 7% de crescimento econômico. Quando Fox tomou posse em novembro de 2000, ele se comprometeu a honrar os Acordos de San Andrés.
Para impor suas demandas no Congresso, os zapatistas organizaram uma marcha à capital em março de 2001.

### EZLN suspende o diálogo (2003)
A marcha dos zapatistas acabou por ser em vão quando o Congresso aprovou uma alteração à constituição e ratificou uma lei diluindo direitos indígenas, o que não estava em concordância com os Acordos de San Andrés.
Esta nova lei foi criticada pela Organização Internacional do Trabalho (OIT) por violação da Convenção 169 da OIT e a Comissão Nacional para os Direitos Humanos exigiu que a alteração fosse anulada.
O EZLN se sentiu traído e suspendeu todo o diálogo com o governo, e os zapatistas instalaram unilateralmente as Juntas de Buen Gobierno (comunidades de boa governança), em 2003.

### Últimos acontecimentos
O processo de paz está em um impasse desde então, o governo ignora oficialmente o EZLN, vendo-o apenas como um rival político, mas ataques armados envolvendo grupos paramilitares pró-governo frequentemente fazem vítimas civis.
O último incidente violento ocorreu em 2014, com um professor ligado aos Zapatista morto e 15 feridos em Chiapas por uma suposta emboscada de uma milícia anti-zapatista.